# Kraiburg Holding
Die Kraiburg Holding SE & Co. KG ist ein Hersteller von Produkten aus Gummi mit Sitz im bayrischen Waldkraiburg. 

## Geschichte
Am 22. Oktober 1947 gründete Friedrich Schmidt im bayrischen Kraiburg am Inn die Gummiwerk Kraiburg GmbH & Co. KG. Später traten auch die Söhne Peter und Fritz A. Schmidt in das Unternehmen mit ein. Im Jahr 1965 wurde in Geretsberg mit der Kraiburg Austria Ges.mbH & Co. ein erstes Zweigwerk in Oberösterreich gegründet. 1968 folgte der Erwerb der heutigen Gummiwerk Kraiburg Elastik GmbH in Tittmoning, bei der Alt-Gummi zu neuen Produkten verarbeitet wurde. Mit der gleichen Geschäftsidee wurde 1971 in der Schweiz die Gezolan AG in Dagmersellen gegründet.
1985 wurde die Unternehmenssparte TPE zur Entwicklung und Produktion von thermoplastischen Elastomeren als neuer Geschäftszweig von Kraiburg gegründet. Nach der Wende erfolgte im April 1991 die Gründung der Gummiwerk Kraiburg Relastec GmbH in Salzwedel, die am 2. Juli 1993 eine neue Fertigungshalle mit ca. 1200 m² Produktionsfläche zur Herstellung von Dämmstoffen in Betrieb nahm. 1995 folgte bei der TPE der Aufbau einer neuen Produktionsanlage mit der die Produktionskapazität von 265 Tonnen auf 10.000 Tonnen pro Jahr erweitert werden konnte. Es folgten Kraiburg TPE Vertriebsbüros in Italien, in Malaysia und in den USA. 2001 wurde ein neues Produktionsgelände in Waldkraiburg eingeweiht und das Unternehmen Kraiburg TPE GmbH gegründet. Weitere Produktionsstätten folgten in den USA und in Malaysia. Im Jahr 2006 erfolgte eine Umfirmierung von Kraiburg TPE GmbH in Kraiburg TPE GmbH & Co. KG. Zurzeit beschäftigt die Kraiburg TPE ca. 360 Mitarbeiter und hat eine Produktionskapazität von rund 28.000 Tonnen Material.
2005 gründete Kraiburg im chinesischen Suzhou die Kraiburg Rubber Co. Ltd. mit eigener Fertigung. Es folgte 2007 ein neues Gummiwerk der Kraiburg GmbH & Co. KG in Novi Iskar in Bulgarien sowie die Gründung der Kraiburg TPE Technology (M) SDN. BHD. am Standort Seri Kembangan-Kuala Lumpur im Jahr 2008. Im Jahr 2015 übernahm Kraiburg die PuraSys GmbH & Co. KG in Diepholz.

## Unternehmen

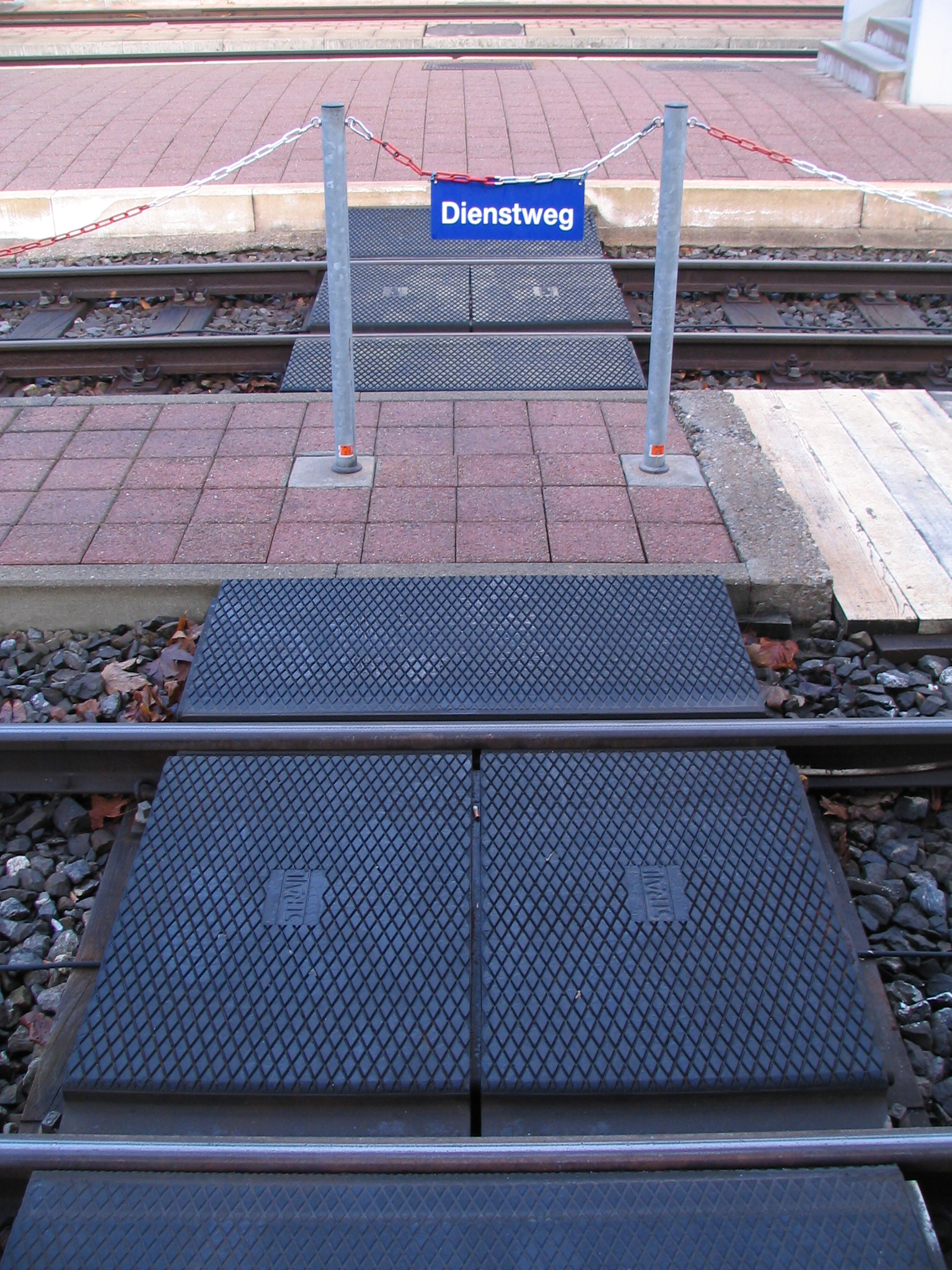
Bahnübergangsbelag von Kraiburg STRAIL

Zur Holding gehören neben den Elastomer verarbeitenden Töchtern Kraiburg TPE mit Sitz in Waldkraiburg, USA und Malaysia die Gummi verarbeitenden Töchter Gummiwerke KRAIBURG mit Sitz in Waldkraiburg, Bulgarien, Korea, und China; die KRAIBURG Austria, die Gummiprodukte für das Runderneuern von Reifen herstellt sowie auch die KRAIBURG STRAIL, die Produkte für den Schienenmarkt herstellt.

### Produktionsstandorte (Auswahl)
- Waldkraiburg, Deutschland
- Geretsberg, Österreich
- Buford (Georgia), USA
- Kuala Lumpur, Malaysia

### Kraiburg TPE
Das Tochterunternehmen ist ein weltweit tätiger Hersteller für thermoplastische Elastomere auf Basis hydrierter Styrol-Block-Copolymere. Kraiburg TPE bietet unter seinen Marken THERMOLAST", "FOR-TEC E", "COPEC und HIPEX Grundstoffe für die Spritzgieß- und Extrusionsverarbeitung an.

### Kraiburg AUSTRIA GmbH & Co. KG
Dieses Tochterunternehmen im oberösterreichischen Geretsberg produziert neben ergonomischen Arbeitsplatzmatten vor allem Material für die unabhängige Reifenrunderneuerung. Das mengenmäßig größte Produkt sind vorvulkanisierte Laufstreifen für die Kaltrunderneuerung. Unter dem Namen RECOM werden zusätzlich runderneuerte Nutzfahrzeugreifen im Premiumsegment angeboten. Diese sind im Heißverfahren produziert.

### Kraiburg STRAIL
Das Tochterunternehmen aus Tittmoning ist ein Hersteller für Bahnübergangssysteme und Gleisdämmsysteme aus Recyclinggummi. Seit 2015 gehören auch Recyclat Kunststoffschwellen zum Produktportfolio.